# Wilhelm Cruse
Carl Friedrich Wilhelm Cruse (auch Karl Gottfried Wilhelm Cruse; * 1. Mai 1803 in Mitau, Kurland, Russisches Kaiserreich; † 3. Februar 1873 in Königsberg, Provinz Preußen) war ein deutschbaltischer Arzt, Pharmakologe und Hochschullehrer.

## Leben
Cruse war der Sohn des reformierten Predigers und Historikers Carl Wilhelm Cruse (1765–1834). Nach dem Besuch des Gymnasiums studierte er von 1820 bis 1825 Medizin und Arzneiwissenschaft in Königsberg und Berlin. 1825 wurde er in Berlin promoviert und ließ sich 1826 als praktischer Arzt in Königsberg nieder. 1828 habilitierte Cruse sich als Privatdozent, seit 1840 lehrte er als außerordentlicher Professor an der Universität Königsberg. 1844 wurde er zum ordentlichen Professor für Pharmakologie an der Universität Königsberg ernannt. 1857/58 war er Prorektor der Universität.

## Schriften
- De rubiaceis capensibus praecipue de genere Anthospermo. Brueschcke, Berlin 1825 (Dissertation; Digitalisat in der Google-Buchsuche).
- Zur Lehre von der Entzündung. Physiologisch-pathologische Bemerkungen. In: Magazin für die gesammte Heilkunde. Bd. 39 (1838), H. 2, S. 195–266 (Digitalisat).
- Ueber die acute Bronchitis der Kinder und ihr Verhältniss zu den verwandten Krankheitsformen. Bornträger, Königsberg 1939 (Digitalisat in der Google-Buchsuche).